# Merefa
Merefa (ukrainisch und russisch Мерефа) ist eine Stadt in der Ukraine in der Oblast Charkiw mit etwa 22.000 Einwohnern (2018). Die Stadt besitzt einen Bahnhof sowie eine Glasindustrie.

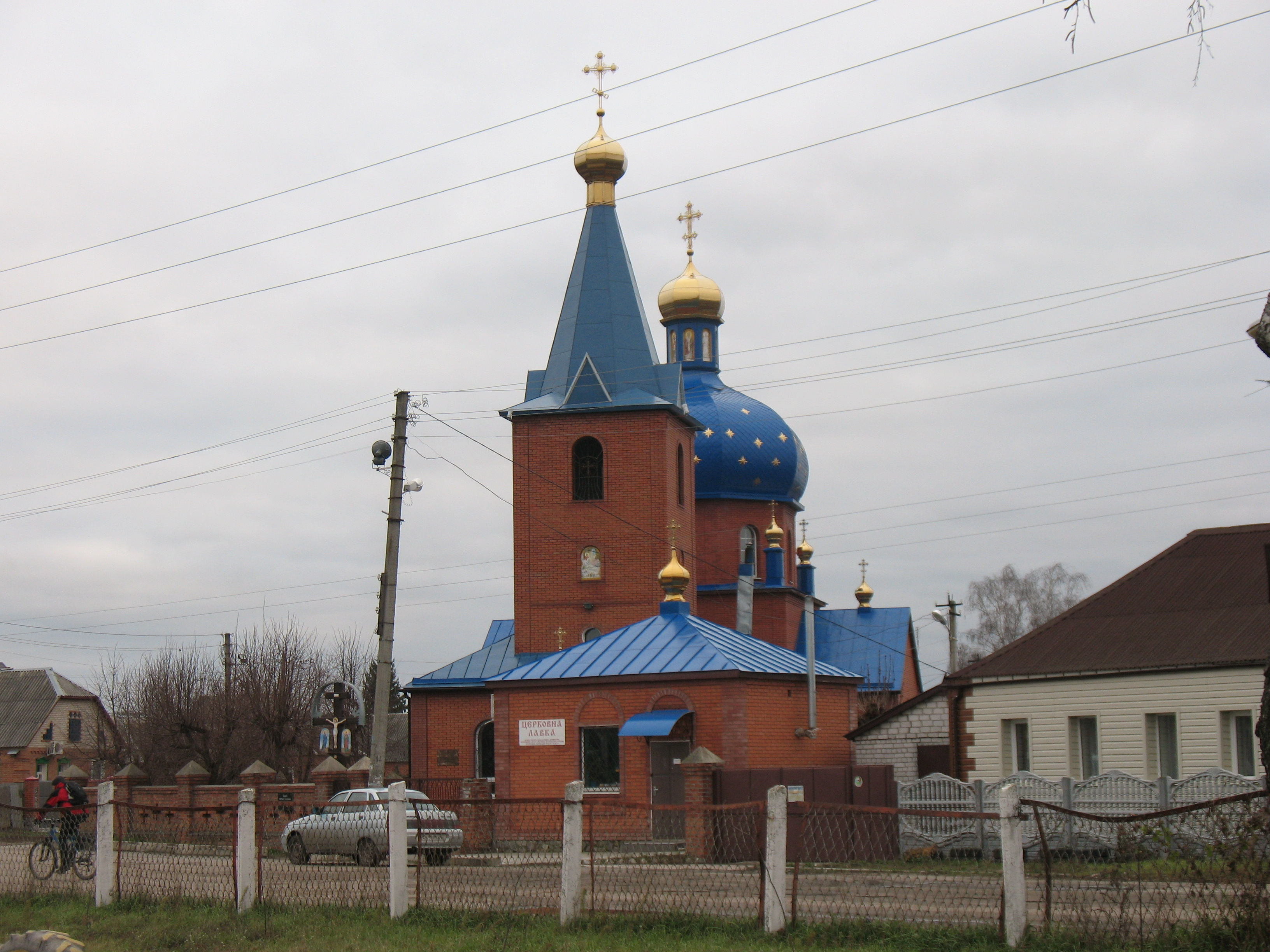
Kirche im Ort

## Geographie
Merefa liegt an der Fernstraße M 18, einer Teilstrecke der Europastraße 105, 22 km südwestlich von Charkiw.

## Geschichte
Merefa wurde 1595 gegründet und im Jahre 1938 wurden Merefa die Stadtrechte verliehen.
Von Oktober 1941 bis zum 5. September 1943 war die Stadt von Truppen der Wehrmacht besetzt.
Im Mai 1942 fand bei Merefa die Zweite Schlacht um Charkow, eine der letzten siegreichen Kesselschlachten der Wehrmacht, statt.

## Verwaltungsgliederung
Am 29. März 2016 wurde die Stadt zum Zentrum der neugegründeten Stadtgemeinde Merefa (Мереф'янська міська громада/Merefjanska miska hromada). Zu dieser zählen auch die Siedlung städtischen Typs Utkiwka sowie die 6 in der untenstehenden Tabelle aufgelistetenen Dörfer und die 1 Ansiedlungen Selekzijne, bis dahin bildete die Stadt zusammen mit der Ansiedlung Selekzijne die gleichnamige Stadtratsgemeinde Merefa (Мереф'янська міська рада/Merefjanska miska rada) im Süden des Rajons Charkiw.
Am 12. Juni 2020 kamen noch 2 weitere Dörfer zum Gemeindegebiet.
Folgende Orte sind neben dem Hauptort Merefa Teil der Gemeinde:
| Name                     | Name           | Name                                  |
| ukrainisch transkribiert | ukrainisch     | russisch                              |
| ------------------------ | -------------- | ------------------------------------- |
| Jakowliwka               | Яковлівка      | Яковлевка (Jakowlewka)                |
| Krynytschky              | Кринички       | Кринички (Krinitschki)                |
| Leljuky                  | Лелюки         | Лелюки (Leljuki)                      |
| Nyschnja Oserjana        | Нижня Озеряна  | Нижняя Озеряна (Nischnjaja Oserjana)  |
| Oleksandriwka            | Олександрівка  | Александровка (Alexandrowka)          |
| Selekzijne               | Селекційне     | Селекционное (Selekzionnoje)          |
| Utkiwka                  | Утківка        | Утковка (Utkowka)                     |
| Werchnja Oserjana        | Верхня Озеряна | Верхняя Озеряна (Werchnjaja Oserjana) |

## Bevölkerung
| 1923  | 1926   | 1939   | 1959   | 1970   | 1979   | 1989   | 2001   | 2005   | 2010   | 2018   |
| ----- | ------ | ------ | ------ | ------ | ------ | ------ | ------ | ------ | ------ | ------ |
| 7.814 | 11.675 | 22.616 | 26.307 | 29.985 | 29.034 | 28.952 | 25.018 | 23.034 | 22.365 | 21.901 |

Quellen: 1923–1939,
1959–1970,
1979,
ab 1989

## Söhne und Töchter der Stadt
- Raissa Obodowskaja (1948–2012), sowjetische Bahnradsportlerin
- Anna Jermakowa-Lunjowa (* 1991), Weitspringerin
- Nicole Reina (* 1997), italienische Langstreckenläuferin